# 北海道大谷室蘭高等学校
北海道大谷室蘭高等学校（ほっかいどうおおたにむろらんこうとうがっこう）は、北海道室蘭市八丁平3丁目に所在する私立の高等学校である。学校法人望洋大谷学園が運営している。地元での略称は「谷高・蘭谷（ランタ、ランタニ）」。

## 概要
体育系の部活動が盛んで、特に男子サッカー部・陸上競技部は全道大会や全国大会へ出場する強豪校でもある。
校歌
- 作詞 作曲 : タテタカコ[1]

制服
1995年に森英恵デザインの制服に改定し、2004年にも制服が改定された。2011年に統合校の制服委員会を設立。2013年にスクールカラーの水色と空色をイメージした制服に決定した。

## 沿革
1958年に「室蘭大谷高等学校」が開校し、1960年に日の出町3丁目に校舎が完成し移転。1973年に現在地の八丁平3丁目に移転した。2009年6月に中学卒業者の減少や登別大谷高等学校の校舎老朽化などにより両校が統合することを決め、「北海道大谷室蘭高等学校」として2012年にスタートすることとなった 。
年表
- 1958年（昭和33年）- 室蘭大谷高等学校が開校[2]。
- 1960年（昭和35年）- 校舎完成。
- 1973年（昭和48年）- 校舎完成し現在地に移転。
- 1989年（平成元年）- 研修センター「樹心館」完成[2]。
- 1993年（平成5年）- 樹心尞完成[2]。
- 1998年（平成10年）- 緑ケ丘尞完成[2]。
- 2004年（平成16年）- 女子サッカー部寮完成[2]。
- 2005年（平成17年）- 第一期校舎改修工事[2]。
- 2006年（平成18年）- 第二期校舎改修工事[2]。
- 2007年（平成19年）- 体育館改修工事[2]。
- 2009年（平成21年）- 統合する新校名発表[5]
- 2012年（平成24年）- 北海道大谷室蘭高等学校に改称[6]、新校歌・新校章決定[2]。
- 2013年（平成25年）- 旧登別大谷高等学校を仮校舎として使用、旧校舎解体（教室、管理棟）、新校舎建設[2]。
- 2015年（平成27年）- 新校舎完成[2]。

## 教育課程
- 全日制課程
  - 普通科

## 学校行事
学校行事は以下の通り。
- 4月 - 前期始業式、入学式、対面式、宗教研修（1年）
- 5月 - 花まつり、開校記念日
- 6月 - 遠足、前期中間試験
- 7月 - 学校祭、夏期休業、夏期講習
- 8月 - 生徒会役員選挙
- 9月 - 前期期末試験、前期終業式
- 10月 - 後期始業式、校内陸上記録会、
- 11月 - 修学旅行（2年）、報恩講、後期中間試験
- 12月 - 冬期休業、冬期講習、性講話（2年）
- 1月 - 推薦入試、校内漢字コンクール、法律教室（3年）
- 2月 - 一般入試、球技大会
- 3月 - 卒業式、後期期末試験、終業式

## 部活動
全国大会のみ掲載。部活動特別奨学生の対象部は★表記。
体育系
- 男子サッカー部 ★[10]
  - 全国高等学校サッカー選手権大会 出場30回（準優勝 : 1978年）
  - 高校総体（インターハイ） 出場28回（準優勝 2回 : 1981年、1985年）
  - 国民体育大会 出場13回（ベスト4 : 1963年）
- 女子サッカー部 ★[10]
  - 全日本高等学校女子サッカー選手権大会 出場17回[注 1]。
  - 高校総体（インターハイ） 出場7回[注 2]。
  - 皇后杯全日本女子サッカー選手権大会 出場。
- 野球部 ★[10]
  - 明治神宮野球大会 出場 1978年の第9回明治神宮野球大会に出場。
  - 選抜高等学校野球大会（第51回：1979年） 1回出場。
- 陸上競技部 ★[10]
  - 高校総体（インターハイ） 出場（800m、100mハードル、円盤投、4×400mリレー）
- 女子バレーボール部 ★[10]
  - 春の高校バレー 6回出場。
  - 高校総体（インターハイ） 出場。
- バスケットボール部
- テニス部 ★[10]
  - 全国高等学校選抜テニス大会 出場。
  - 全国高等学校総合体育大会テニス競技大会 出場。
- ソフトテニス部 ★[10]
- バドミントン部 ★[10]
  - 全国私立高等学校選抜バドミントン大会 男子・女子 出場。
- 水泳部 ★[10]
  - 高体連全国大会（インターハイ）出場[注 3]
- ダンス部
- スキー部 - 冬季のみ活動。

文化系
- 吹奏楽部 ★[10]
- インターアクト部
- 茶華道部
- 美術部
- 写真部
- 書道部

## 交通アクセス
鉄道
- JR室蘭本線東室蘭駅西口より徒歩1時間10分[12]。または、西口よりタクシーで10分[12]。

バス
- 道南バス「室蘭養護学校行」に乗車し、「大谷高校前」停留所下車、徒歩1分[12]。
- スクールバスが運行しており、東室蘭駅西口より専用停留所から乗車する[13]。

## 署名な出身者

### サッカー
- 岸奥裕二 - 1973年卒、元新日本製鐵、元日本代表
- 宮部和弘 - 1982年卒、元古河電気工業サッカー部
- 三浦雅之 - 1985年卒、元古河電気工業サッカー部
- 渋谷洋樹 - 1985年卒、元古河電気工業サッカー部
- 飯田正吾 - 1986年卒、元日立製作所
- 財前恵一 - 1987年卒、元横浜マリノス
- 野田知 - 1987年卒、元横浜マリノス
- 京谷和幸 - 1990年卒、元ジェフユナイテッド市原
- 深川友貴 - 1991年卒、元セレッソ大阪
- 佐藤尽 - 1993年卒、元横浜フリューゲルス、元アトランタ五輪予選代表
- 井幡博康 - 1994年卒、元名古屋グランパスエイト
- 池内友彦 - 1996年卒、元鹿島アントラーズ
- 北出勉 - 1997年卒、元ジュビロ磐田
- 齋藤竜 - 1999年卒、元FC岐阜
- 上野秀章 - 2000年卒、元京都パープルサンガ
- 阿部哲也 - 2002年卒、元エスポラーダ北海道
- 山田賢二 - 2007年卒、元ヴァンラーレ八戸
- 菅原康太 - 2004年卒、SS伊豆
- 宮澤裕樹 - 2008年卒、北海道コンサドーレ札幌
- 西山峻太 - 2008年卒、横浜スポーツ&カルチャークラブ
- 櫛引一紀 - 2011年卒、大宮アルディージャ
- 廣瀬智行 - 2013年卒、ヴァンラーレ八戸
- 平塚悠知 - 2014年卒、水戸ホーリーホック
- 武者大夢 - 2016年卒、いわてグルージャ盛岡
- 高橋耕平 - 2017年卒、AC長野パルセイロ
- 鈴木璃萊 - 2022年卒、元ノルディーア北海道

### 野球
- 加藤英美 - プロ野球選手、1971年卒、元横浜大洋ホエールズ
- 加藤徹 - アマチュア野球選手、1985年卒、元室蘭シャークス

### ボブスレー
- 鈴木寛 - ボブスレー選手、1991年卒、在学中は野球部所属

### 芸能
- 白川安彦 - 元お笑い芸人（ノンキーズ）、放送作家、1989年卒